# نصف مجنزرة

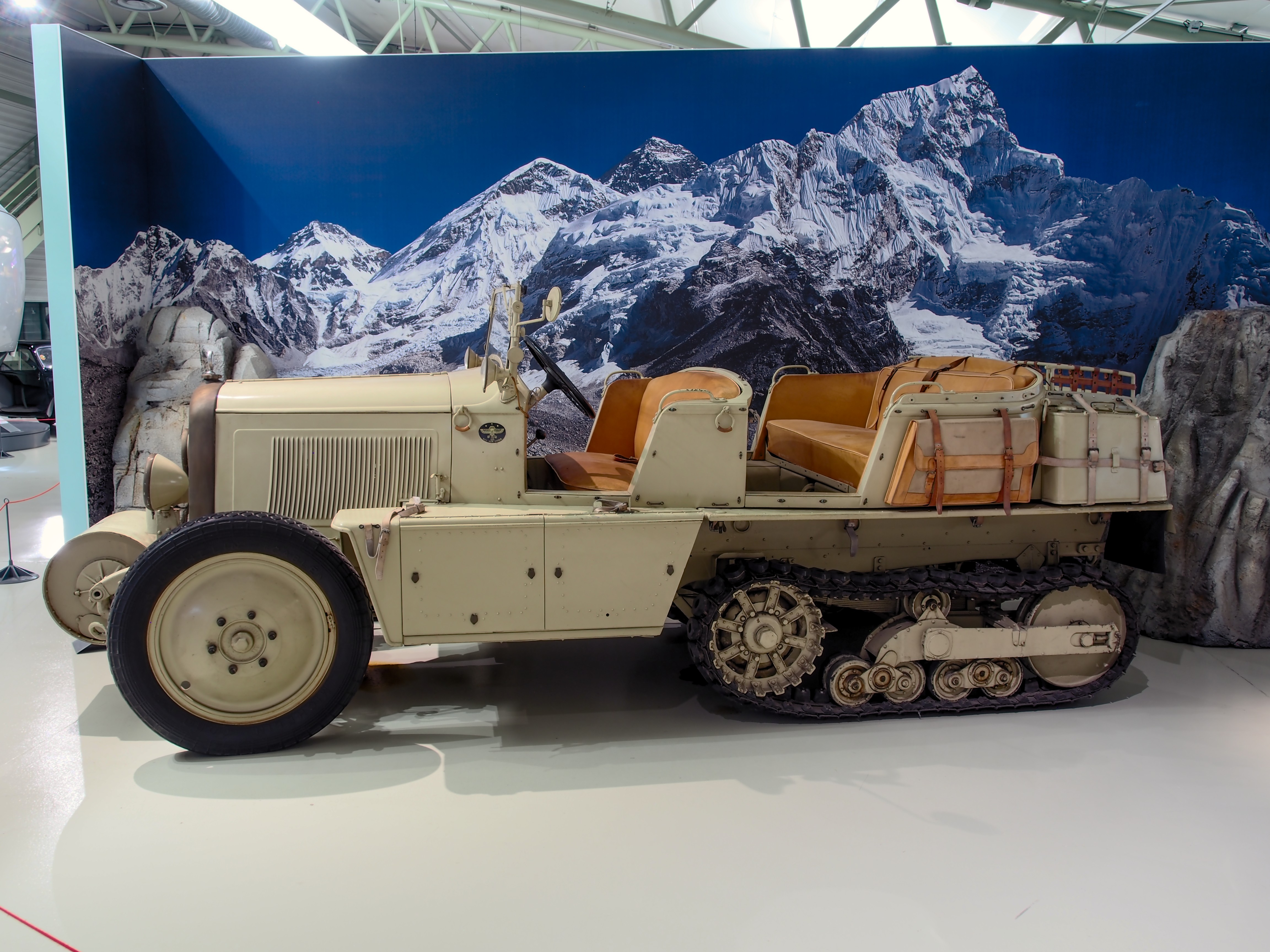
شاحنة ستروين P17 نصف المجنزرة في أوائل الثلاثينيات

العربة نصف المجنزرة مركبة مدنية أو عسكرية صممت ليكون جزئها الأمامي ذات عجلات لتوجيه المركبة والجزء الخلفي مكون من جنازير تكون لدفع المركبة وحمل معظم الحمولة. الغرض من هذا المزيج هو إنتاج مركبة ذات قدرات مشابهة للدبابات والتحكم بها كمركبة ذات عجلات. العربات النصف مجنزره تم تصميمها لتحل محال العربات والشاحنات ذات الدواليب التي لا تستطيع العمل بكفاءه في بيئات ذات الطبيعة الوحلية أو الجبليه المعقده و في البئات المتجمده بالطبع قبل ظهور مركبات الدفع الرباعي أو مركبات 6x6 ومركبات 8x8 و معظم التكلنوجيات التي اتت بعدها.

## مزايا
الميزة الرئيسية للمركبات النصف مجنزرة على المركبات ذات العجلات هي أن المسارات تخفف الضغط على أي منطقة معينة من الأرض عن طريق توزيع وزن المركبة على مساحة أكبر، مما يمنحها حركة أفضل على التضاريس اللينة مثل الطين والثلج، بينما لا تتطلب آليات التوجيه المعقدة للمركبات المجنزرة بالكامل، حيث تعتمد بدلاً من ذلك على عجلاتها الأمامية لتوجيه السيارة، ويتم زيادتها في بعض الحالات عن طريق فرملة الجنزير التي تتحكم فيها عجلة القيادة. يقال ان تاريخ النصف مجنزرات كان عن طريق مهندس كندي يدعى الفين اورلاندو لومبارد عام 1901لاجل استخدامها على الطرق غير المعبده وغير الممهده لكن هذا لم يكن اختراعا عسكريا بحتا وايضا  محركه يعمل بالبخار فهو بعيد عن ما نحن بصدده اليوم.
ليس من الصعب على الشخص الذي يمكنه قيادة السيارة أن يقود نصف المجنزرة، وهي ميزة كبيرة على المركبات المجنزرة بالكامل والتي تتطلب تدريبًا متخصصًا. وبالتالي فإن النصف مجنزرات تيسر نقل الأفراد والمعدات بنجاح عبر تضاريس المختلفة.

## سلبيات
العيب الرئيسي هو زيادة الصيانة للحفاظ على الجنازير، وانخفاض العمر الافتراضي للجنازير(حتى 10000 كم) مقارنة بالإطارات (حتى 80000 كم).

## التاريخ

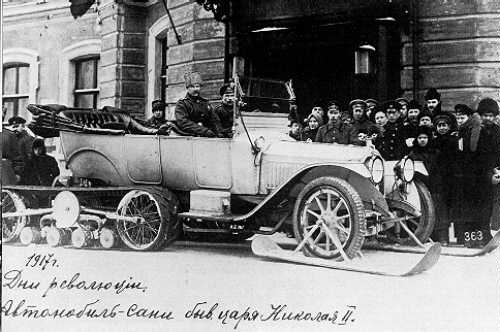
سيارة من تسار ت